# Kobylany (powiat łosicki)
Kobylany – wieś sołecka w Polsce położona w województwie mazowieckim, w powiecie łosickim, w gminie Stara Kornica. Przez miejscowość przepływa rzeka Klukówka, dopływ Krzny.
W latach 1954–1959 wieś należała i była siedzibą władz gromady Kobylany, po jej zniesieniu w gromadzie Kornica Nowa. W latach 1975–1998 miejscowość należała administracyjnie do województwa bialskopodlaskiego.
| SIMC    | Nazwa      | Rodzaj     |
| ------- | ---------- | ---------- |
| 0020327 | Czarnoziem | części wsi |
| 0020333 | Pod Lasem  | części wsi |
| 0020340 | Wołowik    | części wsi |

Wierni Kościoła rzymskokatolickiego należą do Parafii św. Antoniego Padewskiego w Huszlewie.